# Ен Хардинг
Ен Хардинг (енгл. Ann Harding) је била америчка глумица, рођена 7. августа 1902. године у Сан Антонију (Тексас), а преминула 1. септембра 1981. године у Шерман Оуксу (Калифорнија). Номинована је за Оскара за најбољу главну глумицу за улогу у филму Празник.